# La Défense (metrostation)
La Défense is het eindstation van de Parijse metrolijn 1. Het ligt in de gemeente Puteaux, departement Hauts-de-Seine, in het hart van het Parijse zakencentrum La Défense. De naam verwijst tevens naar het opvallendste bouwwerk van de wijk: de Grande Arche. De halte werd op 1 april 1992 geopend.

## Aansluitingen
- RER-station La Défense - Grande Arche (lijn A)
- tramlijn 2.

De aansluitingen vereisen het bezit van een metrokaartje dat geldig is buiten zône 1; op het station is alleen de metro toegankelijk met kaartjes voor de binnenstadszone. Het over de tourniquetjes klimmen om bij de RER te geraken is af te raden; er staan zeer vaak controleurs van de RATP op toeristen te wachten.

## Bezienswaardigheden
- de Grande Arche
- CNIT
- De esplanade van de kantorenwijk La Défense
- Bij de parkeerplaats van een hotel vlak bij CNIT, het standbeeld Le pouce van César Baldaccini.

La Défense · 
Esplanade de la Défense · 
Pont de Neuilly · 
Les Sablons · 
Porte Maillot · 
Argentine · 
Charles de Gaulle - Étoile · 
George V · 
Franklin D. Roosevelt · 
Champs Élysées - Clemenceau · 
Concorde · 
Tuileries · 
Palais Royal - Musée du Louvre · 
Louvre - Rivoli · 
Châtelet · 
Hôtel de Ville · 
Saint-Paul · 
Bastille · 
Gare de Lyon · 
Reuilly - Diderot · 
Nation · 
Porte de Vincennes · 
Saint-Mandé · 
Bérault · 
Château de Vincennes